# Photedes captiunculoides
Photedes captiunculoides är en fjärilsart som beskrevs av Embrik Strand 1921. Photedes captiunculoides ingår i släktet Photedes och familjen nattflyn. Inga underarter finns listade i Catalogue of Life.